# José Caballero
José Caballero, né à Huelva le 11 juin 1915 et mort à Madrid le 26 mai 1991 , est un peintre espagnol. Illustrateur, il produit aussi des dessins et des estampes.

## Biographie et œuvre

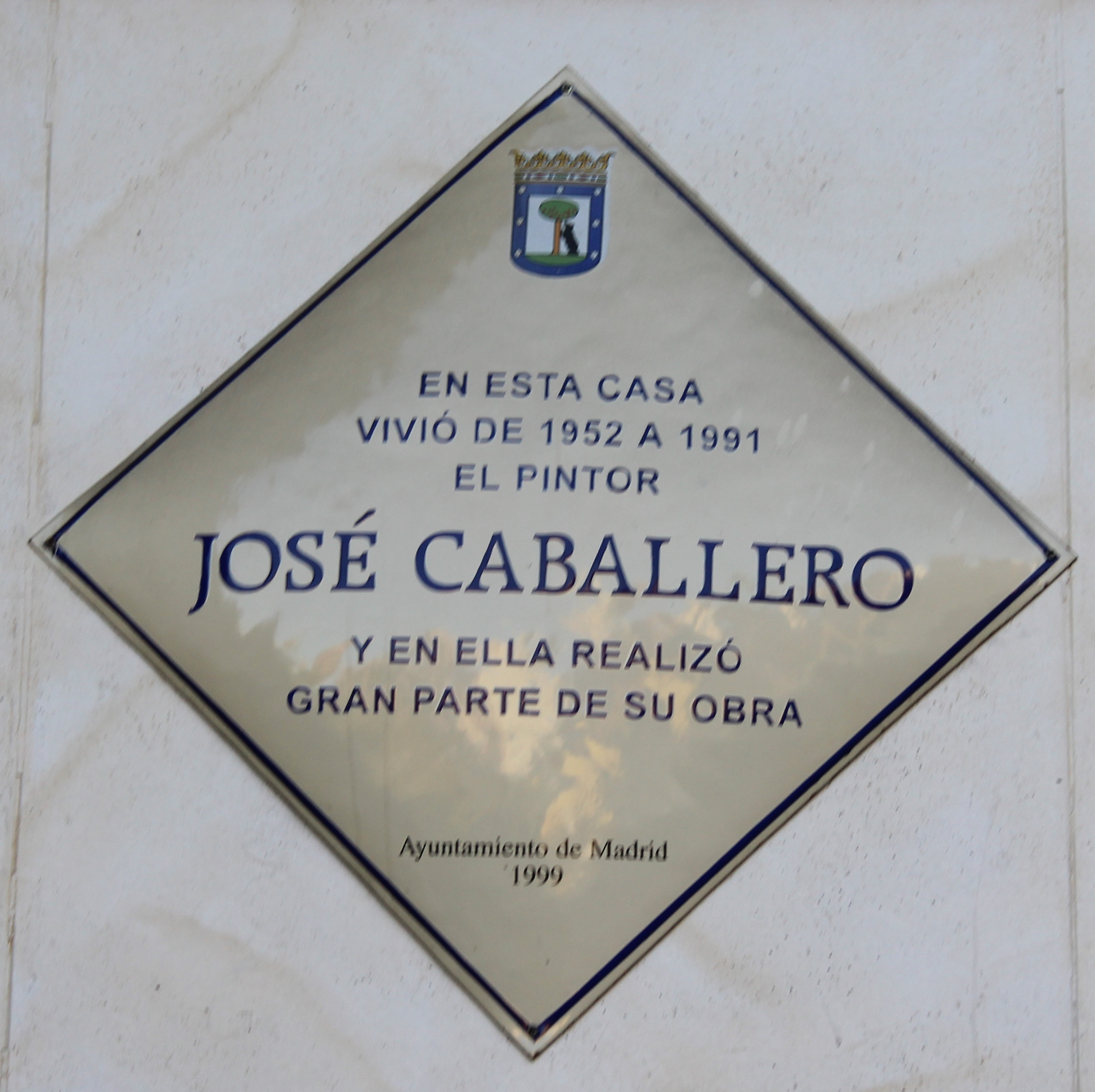
Plaque commémorative du peintre José Caballero sur la façade de la maison ou il réalisera une grande partie de ses œuvres de 1952 à 1991

José Caballero étudie à l'école des Padres Agustinos et passe son baccalauréat à l'Institut de Huelva, où il montre un talent certain pour le dessin.
Dans les années 1920, il rencontre le poète Adriano del Valle (es). En 1924 son père est décédé, laissant sa famille dans une situation économique très difficile.
En 1930, il déménage à Madrid pour étudier le génie industriel, qu'il abandonne deux ans plus tard pour intégrer l'Académie royale des beaux-arts de San Fernando. Il suit par ailleurs des cours dans le studio de Daniel Vázquez Díaz, qu'il a connu à Huelva, peignant les muraux du Monastère de La Rábida. Il entre grâce à son maître en contact avec les artistes et intellectuels les plus remarquables du moment. Peu après, il collabore avec des artistes tels que Federico García Lorca dans une exposition à l'Ateneo de Huelva, qui sera tellement polémique qu'elle a sera clôturée au moment même d'être inaugurée.
En 1933, il visite fréquemment le peintre constructiviste uruguayen Joaquín Torres García, et un an plus tard le sculpteur Alberto Sánchez Pérez, de qui il apprend beaucoup. Cette même année Federico García Lorca l'incorpore au théâtre universitaire La Barraca, où il fournira plusieurs dessins pour les pièces de la compagnie ; il conçoit également la scénographie de la pièce de théâtre Historia de un soldado à la Résidence d'étudiants de Madrid. C'est là qu'il se lie d'amitié avec Pablo Neruda, Rafael Alberti, Miguel Hernández, Maruja Mallo et Luis Buñuel.
L'année 1935 représente pour l'artiste une étape créative très liée au surréalisme espagnol. Il réalise ainsi trois affiches avec Adriano del Valle dans l'Ateneo de Sevilla et illustre des poèmes de Federico García Lorca (Chant funèbre pour Ignacio Sánchez Mejías) et de Pablo Neruda. Il contribue également dans des revues avant-gardistes telles que Cruz y raya, Noreste, Línea et Caballo Verde para la poesía ou pour la Primera Feria de dibujo de la Sociedad ibérica de artistas (« première foire au dessin de la Société ibérique des artistes »).
Avec l'arrivée de la Guerre civile espagnole, plusieurs de ces artistes vont s’exiler ou disparaître. Ce n'est pas le cas de José Caballero, que la guerre va rattraper et enrôler pour dessiner des cartes. Après le conflit, il réalise de nombreux travaux en tant que décorateur pour le cinéma, le théâtre et la danse (ballets de Pilar Lopez à Madrid, Londres et Paris). Il collabore avec de grands réalisateurs de la scène espagnole et ce travail est immortalisé par de nombreux clichés du photographe Juan Gyenes (es) dans les années 1940 et 1950.
En 1949, il réalise une première peinture pour l'Office espagnol du tourisme et illustre plusieurs livres de poésie. Son succès est notable jusqu'à ce qu'en 1950 il est invité à la 25e édition de la Biennale de Venise puis réalise sa première grande exposition individuelle à Madrid, dans la galerie Clan. C'est alors qu'il s'intéresse à l'expressionnisme et en 1953 il expose dans le musée Reina Sofía à Madrid. En 1957 il rencontre Pablo Picasso à Paris. Un changement s'opère alors progressivement en lui et dans son œuvre, plus abstraite, dans laquelle il inclut différents éléments comme des techniques mixtes ou des collages propres au matiérisme de Antoni Tàpies, ou qu'il rapporte de ses voyages, comme celui en Turquie, où il s'essaiera au géométrisme.
Plusieurs expositions sur son œuvre auront lieu dans les années qui suivent.
En 1972, il organise une exposition anthologique à Huelva, où il avait auparavant réalisé plusieurs travaux pour le Conseil provincial. L'année suivante, l'une de ses expositions est censurée par le Ministère de l'intérieur.
Il reçoit en 1984 le Prix national d'arts plastiques.
Il meurt à Madrid le 26 mai 1991 et est enterré à Alcalá de Henares.

## Prix et reconnaissance

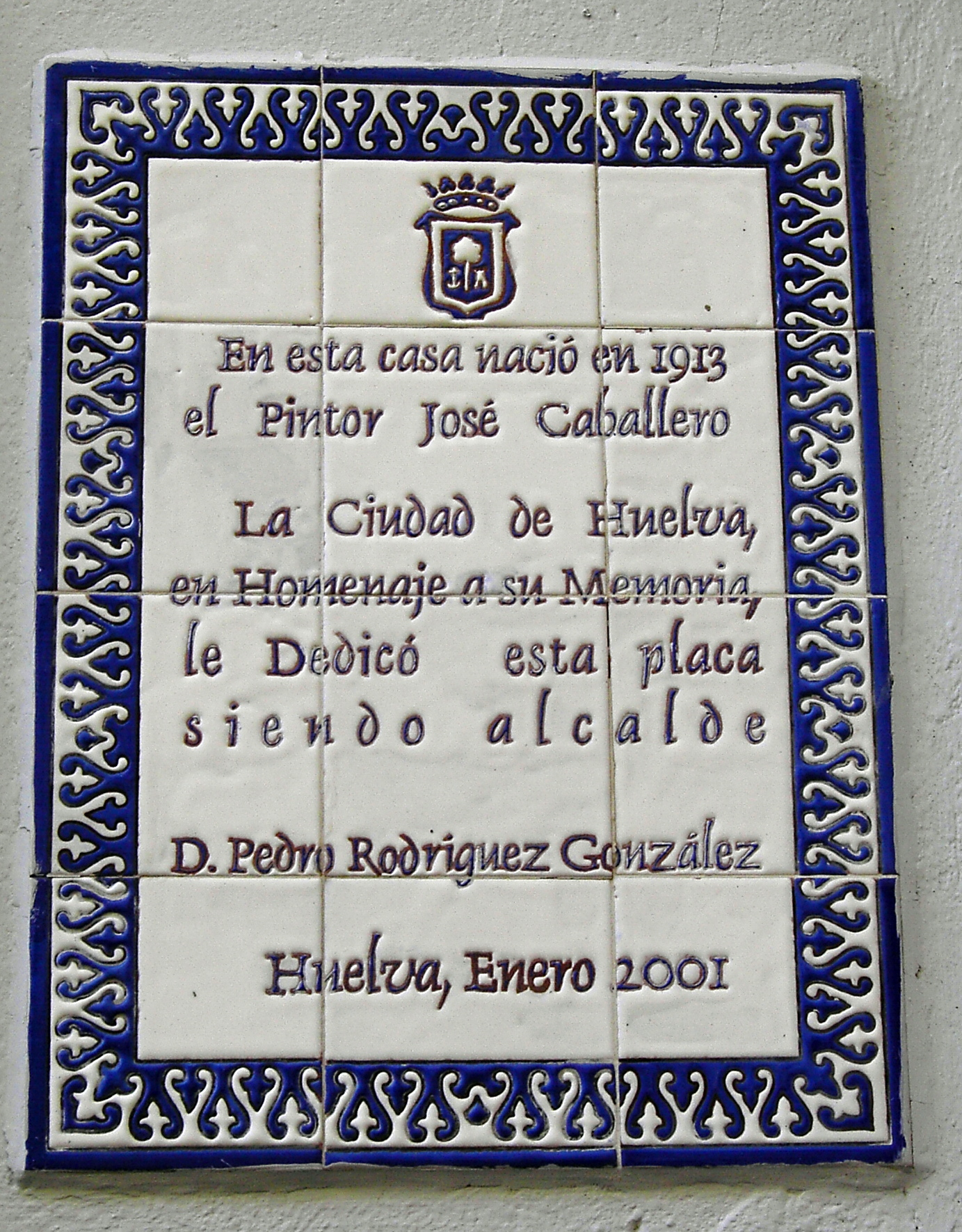
Mosaïque commémorative de José Caballero sur le lieu de sa naissance.

- Médaille du Círculo de Escritores Cinematográficos (es) du meilleur décors pour son travail dans le film Parsifal (1951)[5]
- Prix national d'arts plastiques en 1984.
- Déclaré Hijo Predilecto de Andalucía en 1989.
- Médaille d'or du mérite des beaux-arts du Ministère de l'Éducation, de la Culture et des Sports espagnol (1989)[6].
- Fils Adoptif par la mairie d'Alcalá de Henares et de Punta Umbría.
- Médaille d'Or, par la mairie de Huelva et d'Alcalá de Henares.
- Rue à son nom à Alcalá de Henares, Punta Umbría, San Pedro de Alcántara y Aljaraque ; collège à son nom à Huelva.

Ses œuvres sont conservées dans de nombreux musées ou collections, de par le monde entier.